# Ваниль плосколистная
Ваниль плосколистная, или Ваниль душистая (лат. Vanilla planifolia) — вид однодольных растений рода Ваниль (Vanilla) семейства Орхидные (Orchidaceae). Растение описано британским ботаником Генри Чарльзом Эндрюсом в 1808 году.
Активно культивируется из-за плодов, которые содержат ванилин и используются главным образом в пищевой промышленности (в качестве пряности), а также в парфюмерии и медицине.

## Распространение, описание

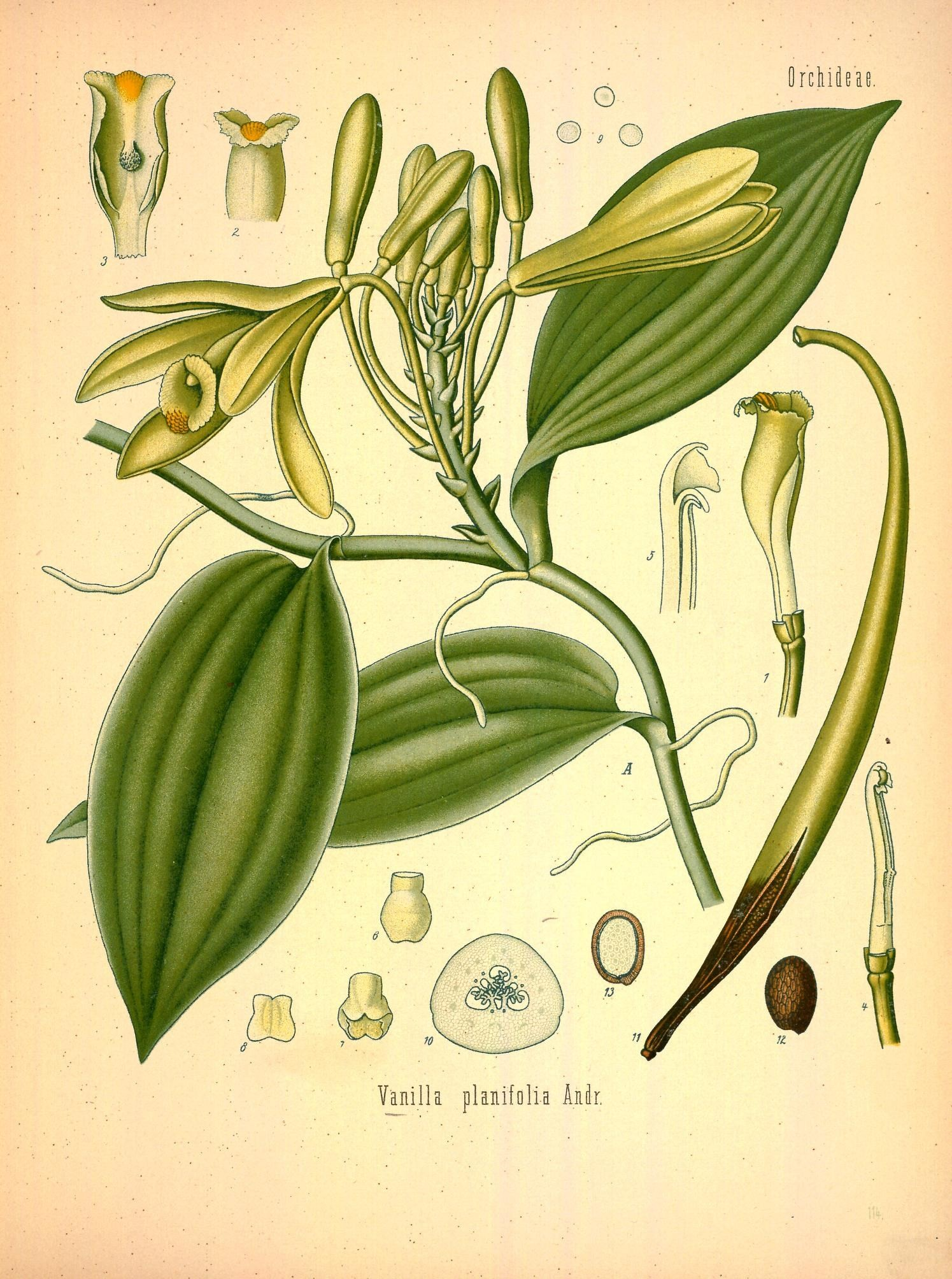

Родина ванили плосколистной — Вест-Индия; в наши дни встречается также во влажных тропических лесах Флориды (США), Центральной Америки и севера Южной Америки.
Вечнозелёное, эпифитное растение. Стебель зелёный, вьющийся, несёт многочисленные мясистые острые листья эллиптически-продолговатой или яйцевидно-эллиптической формы. Соцветие кистевидное. Цветки размером 6 см, жёлто-зелёного цвета. Цветёт весной и ранним летом. Плод — стручок, из которого, собственно, и добывается ванилин.
Произрастает во влажных, тёплых, затенённых местах. Предпочитает влажные почвы с нейтральной кислотностью.

## Значение
Vanilla planifolia — единственная культивируемая орхидея, имеющая пищевую ценность. Плоды ванили плосколистной содержат до 2 % ванилина, используемого в качестве пищевой ароматической добавки, как правило в сладких блюдах. Похожими свойствами обладает вид Vanilla pompona, но получаемая из неё пряность имеет более низкое качество, чем у V. planifolia.
Из стручков ванили также получают эфирное масло, обладающее целебными свойствами. Экстракты ванили используют для приготовления ванильной водки.
Растение было открыто испанцами в начале XVI века в ходе завоевательных походов Эрнана Кортеса. До этого ваниль плосколистная культивировалась ещё древними ацтеками, которые называли её «tlilxochitl» (досл. чёрный цветок).
При создании необходимых условий может расти и в домашних условиях.

## Меры предосторожности
Вследствие аллергии на ваниль у некоторых людей могут возникнуть аллергические реакции или кожный зуд при взаимодействии с растением.

## Синонимы
Вид имеет следующие синонимичные названия:
- Epidendrum rubrum Lam.
- Notylia planifolia (Jacks. ex Andrews) Conz.
- Notylia sativa (Schiede) Conz.
- Vanilla bampsiana Geerinck
- Vanilla duckei Huber
- Vanilla fragrans Ames
- Vanilla planifolia angusta Costantin & Boiss. ex C.Henry
- Vanilla rubra (Lam.) Urb.
- Vanilla sativa Schiede
- Vanilla sylvestris Schiede
- Vanilla viridiflora Blume

### Комментарии
1. ↑  Вернее, напоминающая стручок коробочка.